# آیدا (فیلم ۱۹۵۳)
«آیدا» (انگلیسی: Aida) یک فیلم به کارگردانی کلمنته فراکاسی است که در سال ۱۹۵۳ منتشر شد. از بازیگران آن می‌توان به سوفیا لورن، رناتا تبالدی و لوئیز مکسول اشاره کرد.